# Contea di Stark (Ohio)
Stark  è una contea dell'area settentrionale dello Stato dell'Ohio negli Stati Uniti.

## Geografia fisica
La contea confina a nord con le contee di Summit e di Portage, a est con le contee di Mahoning e di Columbiana, a sud-est con la contea di Carroll, a ovest con la contea di Medina, a sud con la contea di Tuscarawas e a ovest con la contea di Wayne.
Il territorio è prevalentemente pianeggiante. Nell'area occidentale scorre verso sud il fiume Tuscarawas. 
Nell'area centrale scorre verso la foce nel Sandy Creek il Nimishillen Creek che si forma a Canton dalla confluenza dei suoi due bracci. Il Sandy Creek ha un percorso tortuoso presso il confine meridionale prima di sfociare nel fiume Tuscarawas. All'estremo nord-est è situato il lago Berlin.
Nell'area centrale è situata la città industriale di Canton che è la città più popolosa della contea e ha le funzioni di capoluogo.

## Storia
I primi europei ad arrivare nella regione dell'Ohio furono i francesi con l'esplorazione di Robert de La Salle nel 1669. Nel 1763, al termine della guerra dei sette anni, i francesi cedettero definitivamente la regione agli inglesi.
L'attuale contea faceva parte del territorio della Western Reserve assegnato allo Stato del Connecticut. La contea fu istituita nel 1808 e deve il nome al generale statunitense John Stark che si distinse nel corso della battaglia di Bennington nel 1777.
La città di Canton fu fondata nel 1805.

## Città

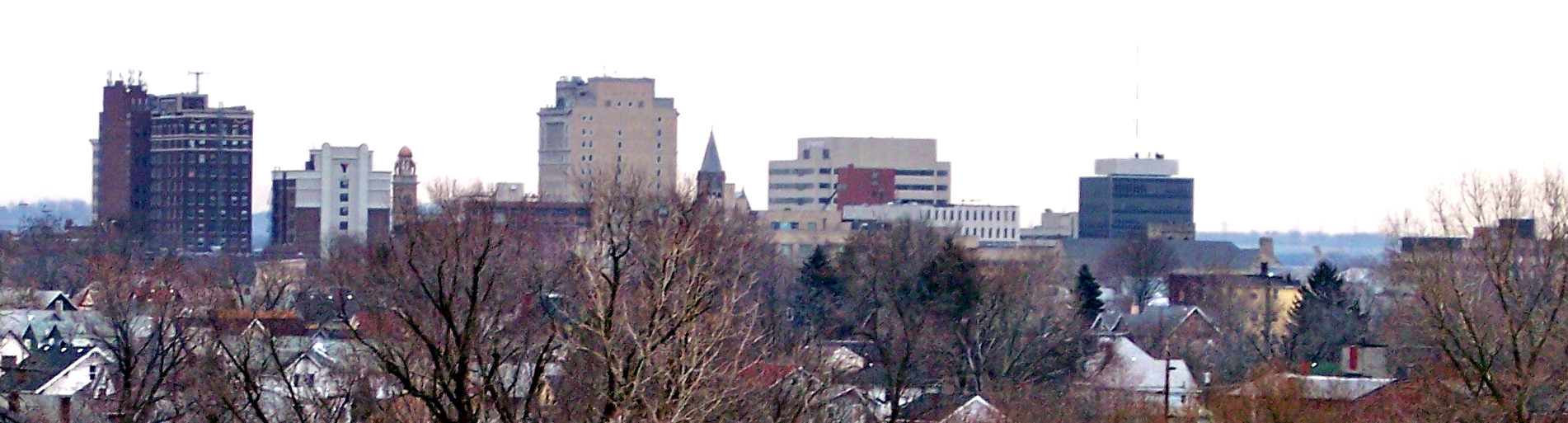
Panorama di Canton

- Alliance
- Canal Fulton
- Canton
- Louisville
- Massillon
- North Canton